# Kamen Rider Ghost
Kamen Rider Ghost (仮面ライダーゴースト Kamen Raidā Gōsuto) là một series truyền hình Nhật Bản thuộc thể loại tokusatsu. Đây là phần thứ 17 của loạt phim Kamen Rider thời Heisei và là phần thứ 26 kể từ khi loạt phim bắt đầu. Takuro Fukuda là người biên kịch cho series này, với Satoshi Morota làm đạo diễn. Bộ phim được công chiếu lần đầu trên TV Asahi. Series tiếp nối Kamen Rider Drive, phát sóng cùng với Shuriken Sentai Ninninger và Dobutsu Sentai Zyuohger trong giờ Super Hero Time.

## Cốt truyện
Tenkuuji Takeru là một chàng trai có uớc muốn được trở thành một thợ săn ma giống như bố mình. Vào sinh nhật thứ 18, cậu bị giết bởi 2 quái vật được biết đến là Ganma - Nhãn Ma. Một vị Tiên Nhân bí ẩn đã cho Takeru tạm sống lại và trao cho cậu chiếc thắt lưng có tên gọi là Ghost Driver và những vật được gọi là Eyecons - Nhãn Hồn, một thứ có thể dùng để thấy những sinh vật ma quái như Ganma. Vị Tiên Nhân ấy nói với Takeru rằng cậu có 99 ngày để thu thập 15 Eyecons vĩ nhân để có thể được hồi sinh, và cậu bắt đầu tìm kiếm chúng, đồng thời phải chiến đấu với Ganma với tư cách Kamen Rider Ghost.

## Nhân vật

### Các Rider
Trong TV show:
| Kamen Rider Ghost         | Tenkuji Takeru |
| Kamen Rider Specter       | Fukami Makoto  |
| Kamen Rider Specter       | Bản sao Makoto |
| Kamen Rider Necrom        | Alain          |
| Kamen Rider Dark Necrom P | Alia           |
| Kamen Rider Dark Ghost    | Edith          |

Trong movie:
| Kamen Rider Dark Ghost    | Argos        |
| Kamen Rider Extremer      | Argos        |
| Kamen Rider Zero Specter  | Fukami Daigo |
| Kamen Rider Dark Necrom R | Jered        |
| Kamen Rider Dark Necrom B | Jebil        |
| Kamen Rider Dark Necrom Y | Jey          |

- Tenkuji Takeru (天空寺タケル?) - Kamen Rider Ghost (仮面ライダーゴースト Kamen Raidā Gōsuto?): con trai của thợ săn ma Tenkuuji Ryu. Vào sinh nhật 18 tuổi, cậu bị Katana Ganma giết. Khi tưởng như đã chết, một tiên nhân xuất hiện và nói rằng cậu cần phải kiếm đủ 15 Eyecon (Nhãn Hồn) danh nhân để hồi sinh, từ đó cậu trở thành Kamen Rider Ghost. Vào tập 10 nhờ vào may mắn cậu có đủ 15 Nhãn Hồn và có được 1 điều ước và cậu đã dùng nó để hồi sinh cho Fukami Kanon, em gái Fukami Makoto. Takeru sở hữu 10 trong 15 Nhãn Hồn. Vào tập 49, sau khi đánh bại Ganmaizer, cậu đã cứu Great Eye và được hồi sinh dưới dạng con người, cùng với đó là vô hiệu hóa Eyecon System.
- Tsukimura Akari (月村 アカリ?): bạn thời thơ ấu của Takeru, Makoto, Kanon. Lớn hơn Takeru 1 tuổi. Là 1 cô gái mạnh mẽ, luôn luôn tin vào khoa học. Sau khi chứng kiến Takeru chiến đấu với Ganma cô luôn nói khoa học có thể chứng minh tất cả nhưng sau đó cô bắt đầu tin vào Ganma có thật và chế tạo nhiều món vũ khí chiến đấu cùng Takeru.
- Fukami Makoto (深海マコト?) - Kamen Rider Specter (仮面ライダースペクター Kamen Raidā Supekutā?): 10 năm trước, Makoto và em gái Kanon bị hút vào khối Monolith đến Nhãn Ma giới và ở tại đó 10 năm. 10 năm sau anh quay về Nhân giới tìm kiếm 15 Eyecons danh nhân để hồi sinh Kanon và chạm trán Takeru. Sau khi Takeru hồi sinh Kanon, vì biết ơn Takeru nên anh đã sát cánh cùng Takeru chiến đấu với Ganma. Cậu có 3 Eyecon danh nhân. Khi chiến đấu với "Thần bảo hộ Nhãn Ma Giới" anh được Trưởng quan Edith cho 1 Nhãn Hồn trở thành Deep Specter.
- Yamanouchi Onari (山ノ内御成?): Thiền sư của chùa Daitenkuu. Onari rất hâm mộ Tenkuuji Ryuu, cha của Takeru vì cho rằng ông là một trụ trì vĩ đại, chính vì vậy anh luôn hỗ trợ Takeru khi cậu cần. Đồng thời anh đối nghịch với Akari vì anh tin vào tâm linh còn Akari tin vào khoa học song họ vẫn hợp tác để giúp Takeru trong việc tìm Nhãn Hồn.
- Alain (アラン Aran?) - Kamen Rider Necrom (仮面ライダーネクロム Kamen Raidā Nekuromu?): Con trai út của Đại Đế Nhãn Ma Giới Adonis, từng đến Nhân Giới 65 năm trước. Khi Makoto còn ở Nhãn Ma Giới anh giao đấu với Makoto và xem cậu là bạn thân của mình. Tuy vẻ ngoài của anh không khác gì con người nhưng anh đã 150 tuổi và là người nhỏ nhất trong số 3 chị em Aria, Adele, Alain. Tức giận vì Makoto phản bội, anh trở về Nhãn Ma Giới lấy Mega Ulorder và Necrom Eyecon để trừng trị kẻ phản bội Makoto. Sau khi bị anh mình là Adele ám hại anh trở lại Nhân Dạng, được Takeru và Makoto cảm hoá, cuối cùng anh về phe thiện. Anh rất thích ăn Takoyaki vì lần đầu thấy chúng anh đã tưởng nó là Eyecon nhưng mãi đến khi trở về Nhân dạng anh mới có cơ hội ăn chúng từ bà Fumi - người mà anh đã gặp 65 năm trước.
- Fukami Kanon (深海カノン?): Em gái Makoto, cô bị ảnh hưởng của bầu khí quyển đặc biệt của Nhãn Ma Giới và không biết vì lý do gì mà cô trở thành Eyecon, sau này được Takeru hồi sinh bằng Nhãn Hồn.
- Tenkuuji Ryu (天空寺龍?): Cha của Takeru, ông bị giết bởi Ganma khi bảo vệ Takeru, là người tạo ra 15 Nhãn Hồn danh nhân. Ông đã chỉ cho Takeru cách trở thành Ghost Hunter và ông cũng là 1 Ghost Hunter. Trụ trì của Daitenkuu. Sau này ông trở thành Eyecon của Takeru.
- Fukushima Fumi (福嶋フミ?): Là 1 người bán Takoyaki có niềm đam mê với hội họa từ nhỏ và bà cũng là người đầu tiên gặp Alain khi anh đến Nhân Giới 65 năm trước. Bà luôn gắn bó với nhóm Takeru, Akari, Makoto, Kanon từ khi họ còn nhỏ. Sau này bà luôn cho Alain những lời khuyên hãy tin vào trái tim của cậu. Bà ra đi vì tuổi già sức yếu và bà ra đi trên vai Alain với 1 sự mãn nguyện. Bà có 1 cô cháu gái tên Harumi và vẻ ngoài Harumi giống hệt bà Fumi lúc trẻ nên đã làm Alain có một chút hiểu lầm bà Fumi đã thay đổi.
- Igarashi Kenjiro (五十嵐健次郎 Igarashi Kenjirō): là một nhà vật lý và là đồng nghiệp của Tenkuuji Ryuu, một nhà nghiên cứu về Eyecons và Ganma. Ông đã tìm kiếm một cách để cứu các anh em Fukami từ các tảng đá nguyên khối Eyecon nhưng đã không thành công vì cái chết của Ryu là kết quả của việc bảo vệ Takeru khỏi sự tấn công của Ganma 10 năm trước. Điều này đã khiến giáo sư bị tổn thương, đặc biệt là sau khi ông phát hiện ra rằng Chikara Saionji, một đồng nghiệp cũ của ông và Ryuu đã phản bội họ cho bí mật bằng cách sử dụng anh chị em Fukami như những con chuột của mình. Tới ngày nay, ông vẫn tìm cách để cứu hai anh em Makoto và Kanon mà không biết rằng Makoto đã giải thoát cho mình và Kanon vẫn bị mắc kẹt trong một Eyecon. Ông là mục tiêu của Seiryuto Ganma vì ông là chìa khóa để triệu hồi Benkei Eyecon. Sau này khi vết thương ở lưng được chữa lành, ông đến chùa Daitenkuu và nói cho Takeru biết sự thật.

### Nhãn Ma Giới
Adonis (アドニス Adonisu): Đại Đế Nhãn Ma Giới (大帝陛下 Taitei Heika) ông rất thương Alain và tin tưởng Alia. Ông luôn muốn có một thế giới hoàn mỹ, không có người chết, hòa bình, không có chiến tranh đẫm máu. Adele, con trai thứ của ông, vì tôn sùng sự hoàn hảo nên cho rằng ông không còn là đấng hoàn mỹ và đã ra tay ám hại ông, tuy nhiên ông may mắn trở về nhân dạng và bị Adele một lần nữa giam giữ. Ông cũng rất tin tưởng bạn thân của mình - Trưởng Quan Edith - người giúp ông tạo ra Nhãn Ma Giới. Ông được Tenkuuji Takeru cứu thoát nhưng không may đội quân Ganma của Adele phát hiện, để cứu Alain ông đã hy sinh bản thân mình. Trước khi ra đi, ông dặn dò Alain hãy tin tưởng vào con tim của mình.
Adele (アデル Aderu): Con trai thứ của Đại Đế Adonis và là người thừa kế, anh luôn muốn có 1 thế giới hoàn mỹ vì vậy anh đã loại bỏ những thứ anh cho rằng không hoàn mỹ kể cả cha và em mình. Anh hợp tác với Thần bảo hộ Nhãn Ma Giới Ganmaizer để tạo 1 thế giới hoàn mỹ như mong muốn. Sau khi giết cha anh chính thức lên ngôi vị Đại Đế.
Alia (アリアAria): Con gái trưởng của Đại Đế Adonis, chị của Adele và Alain, cô là người đã giúp đỡ 2 anh em Makoto và Kanon khi họ lạc ở Nhãn Ma Giới. Không hiểu vì lý do gì mà Adele không loại trừ cô như đã làm với cha và em mình nhưng theo lời Kanon cô là 1 người rất đáng tin cậy.
Edith (イーディス Īdisu): Trưởng Quan Nhãn Ma Giới, đồng thời là vị tiên nhân đã giúp đỡ Takeru trở thành Kamen Rider Ghost và trao cho cậu thời gian 99 ngày để tìm kiếm Nhãn Hồn danh nhân để hồi sinh cho mình. Ông là bạn thân của Đại Đế Adonis, giúp sức cho Adonis tạo ra Nhãn Ma Giới. Ông cũng là người đã đưa Eyecon Deep Specter cho Makoto.
Igor (イ ゴ ー ルIgōru): là một nhà khoa học của Nhãn Ma Giới. Giống như Javel, Igor cũng là một Ganma Superior, có một thiết bị đeo tay màu đen màu gọi là Proto Mega Ulorder cho phép hắn ta để tạo ra dòng điện trong Eyecons. Igor là đối thủ không đội trời chung với Akari, được Akari đặt cho biệt danh "KMS" (ケ イ エ ム エ スKei Emu Esu), một biệt danh được viết tắt cô đặt ra từ Kanpekinaru Mad Scientist (完 璧 な る·マ ッ ド·サ イ エ ン テ ィ ス トKanpekinaru Maddo Saientisuto, nhà khoa học điên hoàn hảo). Sau khi trục xuất trưởng quan Edith, Adele phong Igor làm trưởng quan.
Javel (ジャベルJaberu): là người bảo hộ, thuộc hạ trước đây của Alain. Giống như Igor, hắn ta cũng là một Ganma Superior. Nhiều lần hắn ta cản trở thành công nhóm Takeru và đánh bại Takeru và Makoto. Sau này, khi trở về nhân dạng và được Onari cảm hóa, Javel trở về phe thiện và đến chùa Daitenkuu tu hành.

## Eyecon (Nhãn hồn)

### Kamen Rider Ghost:
Ore:
"Kaigan: Ore! Let's Go! Kakugo! Gho-Gho-Gho-Ghost! GO! GO! GO! GO!"
Toucon Boost:
"Ippatsu Toucon (Tousan)!"
"Toucon (Tousan) Kaigan: Boost! Ore ga Boost (Go!), Furuitatsu Ghost! (Fight!) GO! (Fight!) GO! (Fight!) GO! (Fight!)"
Grateful:
Zen Kaigan! (Drum line) Kengō, hakken, kyoshō ni ō-sama, samurai, bōzu ni sniper! Dai~ Hen~ge~!"
Mugen: "Mugen Shinka!"
"Cho Kaigan: Mugen! Keep Going! Go, Go, Go! Go, Go, Go! Go, Go, Go! Gotta! Ghost!"
"Inochi Dai Kaigan!"

### Kamen Rider Specter:
Specter:
"Kaigan: Specter! Ready, Go! Kakugo! Doki Doki Ghost!"
Deep Specter:
"Dive Too Deep!"
"Gen Kaigan: Deep Specter! Get, Go! Kakugo! Giza Giza Ghost!"

### Kamen Rider Necrom:
"Standby! Yes~sir! Loading!
Tengan: Necrom! Mega Ulord! Crush Invader!"

### Kamen Rider Dark Ghost:
"Kaigan: Dark Rider! Yami no Chikara! Warui Yatsura! "

### Eyecon Vĩ Nhân (15 Anh hùng)
1. Musashi: Kaigan: Musashi! Kettō! Zubatto! Chō Kengō!
2. Edison: Kaigan: Edison! Ereki! Hirameki! Hatsumei-ō~!
3. Robin Hood: Kaigan: Robin Hood! Hello! Arrow! Mori de Aou!
4. Newton: Kaigan: Newton! Ringo ga rakka, hikiyose makka~!
5. Billy the Kid: Kaigan: Billy the Kid! Hyakupatsu! Hyakuchū! Zukyūn! Bakyūn!
6. Beethoven: Kaigan: Bee~tho~ven! Kyokumei! Unmei! Ja ja ja ja~n!
7. Benkei: Kaigan: Benkei! (Ha! Huh!) Aniki! Mukimuki! Niōdachi!
8. Goemon: Kaigan: Go~e~mon! Kabuki ukiuki! Midare zaki!
9. Ryoma: Kaigan: Ryoma! Mezameyo! Nippon! Yoake ze yo!
10. Himiko: Kaigan: Himiko! (Energy loading) Mirai no yokoku! Yamataikoku!
11. Tutankhamunk: Kaigan: Tutankhamun! Pyramid wa sankaku! Ōke no shikaku~!
12. Nobunaga: Kaigan: Nobunaga! Ware no ikizama! Okehazama!
13. Houdini: Kaigan: Houdini! Maji ījan! Sugē Magician!
14. Grimm: Kaigan: Grimm! Kokoro no door! Hiraku dowa!
15. Sanzo: Kaigan: Sanzo! Saru! Buta! Kappa! Tenjiku o toppa!

## Các tập phim
1. Kaigan! Ore! (Khai nhãn! Chính tôi!) (開眼！俺！ Kaigan! Ore!?)
2. Điện kích! Vua phát minh! (電撃！発明王！ Dengeki! Hatsumeiō!?)
3. Tất trúng! Cung tên của chính nghĩa! (必中！正義の弓矢！ Hitchū! Seigi no Yumiya!?)
4. Kinh ngạc! Lâu đài trên trời! (驚愕！空の城！ Kyōgaku! Sora no Shiro!?)
5. Chấn động! Kamen Rider bí ẩn! (衝撃！謎の仮面ライダー！ Shōgeki! Nazo no Kamen Raidā!?)
6. Định mệnh! Giai điệu trở về! (運命！再起のメロディ！ Unmei! Saiki no Merodi!?)
7. Bắn nhanh! Xạ thủ huyền thoại! (早撃！伝説のガンマン！ Hayauchi! Densetsu no Ganman!?)
8. Kích hoạt! Một bia đá khác! (発動！もう一つのモノリス！ Hatsudō! Mō Hitotsu no Monorisu!?)
9. Oai nghiêm! Người đàn ông trung thành! (堂堂！忠義の男！ Dōdō! Chūgi no Otoko!?)
10. Tập hợp! 15 Eyecon! (集結！15の眼魂！ Shūketsu! Jūgo no Aikon!?)
11. Trang nghiêm! Con mắt thần bí! (荘厳！神秘の目！ Shōgon! Shinpi no Me!?)
12. Tráng tuyệt! Quyết tâm của chàng trai! (壮絶！男の覚悟！ Sōzetsu! Otoko no Kakugo!?)
13. Hào khoái! Người đàn ông tự do! (豪快！自由な男！ Gōkai! Jiyū na Otoko!?)
14. Tuyệt cảnh! Bình minh của địa cầu! (絶景！地球の夜明け！ Zekkei! Chikyū no Yoake!?)
15. Phiền não! Vua tẩu thoát cứng đầu! (苦悩！頑固な脱出王！ Kunō! Ganko na Dasshutsu-ō!?)
16. Hoàn hảo! Kamen Rider màu trắng! (完璧！白い仮面ライダー！ Kanpeki! Shiroi Kamen Raidā!?)
17. Rực rỡ! Nữ vương huyền ảo! (絢爛！幻の女王！ Kenran! Maboroshi no Joō!?)
18. Nghịch chuyển! Khoa học thần bí! (逆転！神秘な科学！ Gyakuten! Shinpi na Kagaku!?)
19. Bùng nổ! Trái tim hội họa! (爆発！絵を描く心！ Bakuhatsu! E o Kaku Kokoro!?)
20. Rực cháy! Ngọn lửa tình bạn! (炸裂！炎の友情！ Sakuretsu! Honō no Yūjō!?)
21. Dị thường! Thế giới Ganma! (驚異！眼魔の世界！ Kyōi! Ganma no Sekai!?)
22. Âm mưu! Cạm bẫy của Adele! (Bōryaku! Aderu no Wana! 謀略！アデルの罠！?)
23. Nhập hồn! Eyecon to lớn! (入魂！デッカい眼魂！ Nyūkon! Dekkai Aikon!?)
24. Xuất hiện! Chiến binh bí ẩn! (出現！謎の戦士！ Shutsugen! Nazo no Senshi!?)
25. Biến cố! Bầu trời màu đỏ! (異変！赤い空！ Ihen! Akai Sora!?)
26. Mâu thuẫn! Điều kiện để quyết định! (葛藤！決断の条件！ Kattō! Ketsudan no Jōken!?)
27. Quyết tử! Quyết tâm xâm nhập! (決死！覚悟の潜入！ Kesshi! Kakugo no Sennyū!?)
28. Bộc lộ! Sức mạnh thâm sâu! (爆現！深淵の力！ Bakugen! Shin'en no Chikara!?)
29. Tái xuất! Thử thách của vua thoát hiểm! (再臨！脱出王の試練！ Sairin! Dasshutsu-ō no Shiren!?)
30. Vĩnh cửu! Tiếng kêu của trái tim! (永遠！心の叫び！ Eien! Kokoro no Sakebi!?)
31. Kì bí! Sức mạnh của Ganmaizer! (奇妙！ガンマイザーの力！ Kimyō! Ganmaizā no Chikara!?)
32. Hồi ức! Trái tim ấn giấu! (追憶！秘めた心！ Tsuioku! Himeta Kokoro!?)
33. Kỳ tích! Cảm xúc vô hạn! (奇跡！無限の想い！ Kiseki! Mugen no Omoi!?)
34. Lang thang! Thế giới giấc mơ! (迷走！夢の世界！ Meisō! Yume no Sekai!?)
35. Giá trị! Sức mạnh của niềm vui! (真価！楽しさの力！ Shinka! Tanoshisa no Chikara!?)
36. Mãnh liệt! Tuyên bố của idol! (猛烈！アイドル宣言！ Mōretsu! Aidoru Sengen!?)
37. Tu luyện! Con đường của mỗi người! (修得！それぞれの道！ Shūtoku! Sorezore no Michi!?)
38. Phục sinh! Linh hồn anh hùng! (復活！英雄の魂！ Fukkatsu! Eiyū no Tamashii!?)
39. Đối lập! Cha và con gái! (対立！父と娘！ Tairitsu! Chichi to Musume!?)
40. Dũng khí! Quyết định bi thương! (勇気！悲壮な決断！ Yūki! Hisō na Ketsudan!?)
41. Kích động! Quyết định của trưởng quan! (激動！長官の決断！ Gekidō! Chōkan no Ketsudan!?)
42. Động trời! Sự thật về Sennin! (仰天！仙人の真実！ Gyōten! Sennin no Shinjitsu!?)
43. Kết nối! Cậu bé thiên tài! ((接続！天才少年！ Setsuzoku! Tensai Shōnen!?)
44. Khởi động! Nỗi kinh hoàng của Demia! (起動！デミアの恐怖！ Kidō! Demia no Kyōfu!?)
45. Khủng khiếp! Thế giới đang biến mất! (戦慄！消えゆく世界！ Senritsu! Kieyuku Sekai!?)
46. Quyết đấu! Lời nói của kiếm hào! (決闘！剣豪からの言葉！ Kettō! Kengō kara no Kotoba!?)
47. Hòa hợp! Quyết tâm của mỗi người! (呼応！それぞれの覚悟！ Koō! Sorezore no Kakugo!?)
48. Tụ hội! Xiềng xích của nỗi buồn! (終結！悲しみの連鎖！ Shūketsu! Kanashimi no Rensa!?)
49. Vô hạn! Sức mạnh của con người! (無限！人の力！ Mugen! Hito no Chikara!?)
50. Tương lai! Cảm xúc được kết nối! (未来！繋がる想い！ Mirai! Tsunagaru Omoi!?)

## Tập đặc biệt
- Kamen Rider Ghost: Ikkyu Eyecon Contention! Quick Wit Battle!! (仮面ライダーゴースト 一休眼魂争奪! とんち勝負（バトル）!! Kamen Raidā Gōsuto Ikkyū Aikon Sōdatsu! Tonchi Batoru!!?) (仮面ライダーゴースト 一休眼魂争奪! とんち勝負（バトル）!!, Kamen Raidā Gōsuto Ikkyū Aikon Sōdatsu! Tonchi Batoru!!) is a special Televi-Kun D
- Kamen Rider Ghost: Ikkyu Intimacy! Awaken, My Quick Wit Power!! (仮面ライダーゴースト 一休入魂! めざめよ、オレのとんち力!! Kamen Raidā Gōsuto Ikkyū Nyūkon! Mezameyo, Ore no Tonchi-ryoku!!?) (仮面ライダーゴースト 一休入魂! めざめよ、オレのとんち力!!, Kamen Raidā Gōsuto Ikkyū Nyūkon! Mezameyo, Ore no Tonchi-ryoku!!) is Televi-Kun's "Hyper Battle DVD" (超（ハイパー）バトルDVD Haipā Batoru Dī Bui Dī?) (超（ハイパー）バトルDVD, Haipā Batoru Dī Bui Dī).
- Kamen Rider Ghost: Legendary! Riders' Souls! (仮面ライダーゴースト 伝説! ライダーの魂! Kamen Raidā Gōsuto Densetsu! Raidā no Tamashii!?) (仮面ライダーゴースト 伝説! ライダーの魂!, Kamen Raidā Gōsuto Densetsu! Raidā no Tamashii!)
- The Legend of Hero Alain (アラン英雄伝 Aran Eiyūden?) (アラン英雄伝, Aran Eiyūden)

## Trò chơi điện tử
Kamen Rider: Battride War Genesis (仮面ライダー バトライド・ウォー 創生 Kamen Raidā Batoraido Wō Sōsei) là phần thứ 3 trong series Kamen Rider: Battride War, được ra mắt vào 26 tháng 2 năm 2016 cho bàn điều khiển Playstation (PlayStation 3, PlayStation 4, và PlayStation Vita).

## Phân vai
- Takeru Tenkūji (天空寺 タケル Tenkūji Takeru?): Shun Nishime (西銘 駿, Nishime Shun)
- Akari Tsukimura (月村 アカリ Tsukimura Akari?): Hikaru Ohsawa (大沢 ひかる, Ōsawa Hikaru)
- Makoto Fukami (深海 マコト Fukami Makoto?): Ryosuke Yamamoto (山本 涼介, Yamamoto Ryōsuke)
- Onari (御成?) Takayuki Yanagi (柳 喬之, Yanagi Takayuki)
- Chikara Saionji (西園寺 主税 Saionji Chikara?): Yoshiyuki Morishita (森下 能幸, Morishita Yoshiyuki)
- Alain (アラン Aran?): Hayato Isomura (磯村 勇斗, Isomura Hayato)
- Javel (ジャベル Jaberu?): Sotaro (聡太郎 Sōtarō?) (聡太郎, Sōtarō)
- Adel (アデル Aderu?): Akihiro Mayama (真山 明大, Mayama Akihiro)
- Igor (イゴール Igōru?): Hiroshi Yamamoto (山本 浩司, Yamamoto Hiroshi)
- Alia (アリア Aria?): Reon Kadena (かでな れおん Kadena Reon?) (かでな れおん, Kadena Reon)
- Shibuya (シブヤ?): Takuya Mizoguchi (溝口 琢矢, Mizoguchi Takuya)
- Narita (ナリタ?): Reo Kansyuji (勧修寺 玲旺, Kanshūji Reo)
- Kanon Fukami (深海 カノン Fukami Kanon?): Mio Kudo (工藤 美桜, Kudō Mio)
- Yasushi Onodera (小野寺 靖 Onodera Yasushi?) (小野寺 靖, Onodera Yasushi): Yasuomi Sano (佐野 泰臣, Sano Yasuomi)
- Fumi Fukushima (福嶋 フミ Fukushima Fumi?) (福嶋 フミ, Fukushima Fumi): Hisako Ohkata (大方 斐紗子, Ōkata Hisako)
- Steve Bills (スティーブ・ビルズ Sutību Biruzu?) (スティーブ・ビルズ, Sutību Biruzu): Thane Camus (セイン・カミュ, Sein Kamyu)
- Adonis (アドニス Adonisu?) (アドニス, Adonisu): Hiroshi Katsuno (勝野 洋, Katsuno Hiroshi)
- Ryū Tenkūji (天空寺 龍 Tenkūji Ryū?) (天空寺 龍, Tenkūji Ryū): Kazuhiko Nishimura (西村 和彦, Nishimura Kazuhiko)
- Hermit (仙人 Sennin?) (仙人, Sennin), Edith (イーディス Īdisu?) (イーディス, Īdisu): Naoto Takenaka (竹中 直人, Takenaka Naoto)
- Yurusen (ユルセン? lồng tiếng) (ユルセン, lồng tiếng): Aoi Yūki (悠木 碧, Yūki Aoi)
- Hoodie Ghosts (パーカーゴースト Pākā Gōsuto?, lồng tiếng) (パーカーゴースト, Pākā Gōsuto, lồng tiếng), Lồng tiếng Proto Mega Ulorder: Tomokazu Seki (関 智一 Seki Tomokazu?) (関 智一, Seki Tomokazu)
- Lồng tiếng Ghost Driver: m.c.A.T
- Lồng tiếng Mega Ulorder: Peter von Gomm
- Dẫn truyện: Kazuya Ichijō (一条 和矢, Ichijō Kazuya)

### Khách mời
- Yoshinori Sonoda (園田 義則 Sonoda Yoshinori?, 2): Torata Nanbu (南部 虎弾, Nanbu Torata, of Tokyo Shock Boys)
- Mari Shirase (白瀬 マリ Shirase Mari?, 3): Yukari Taki (滝 裕可里, Taki Yukari)
- Nobuyoshi Hashiba (羽柴 信良 Hashiba Nobuyoshi?, 4): Takeyuki Yue (湯江 健幸, Yue Takeyuki)
- Hideo Kuroda (黒田 秀夫 Kuroda Hideo?, 4): Koichi Sudo (須藤 公一, Sudō Kōichi)
- Yamato Kazakiri (風切 大和 Kazakiri Yamato?, 24): Masaki Nakao (中尾 暢樹, Nakao Masaki)

## Bài hát chủ đề
Bài đầu
"Warera Omou, Yue ni Warera Ari" (我ら思う、故に我ら在り "Ta tư duy, nên ta tồn tại") (我ら思う、故に我ら在り, "We Think, Therefore We Are")
Lời và nhạcShow Ayanocozey
Biên kịchTakeshi Kiuchi
Sáng tácKishidan